# Noam Wiesenberg
Noam Wiesenberg (* um 1987 in Tel Aviv) ist ein israelischer Jazzmusiker (Kontrabass, Arrangement, Komposition) des Modern Jazz.

## Leben und Wirken
Wiesenberg, der aus Tel Aviv stammt, wurde in eine musikalische Familie geboren. Seit dem Alter von 8 Jahren erhielt er Cellounterricht, bevor er mit 20 Jahren zum Kontrabass wechselte. Zunächst arbeitete er in der israelischen Jazzszene; als Cellist spielte er mit Orphaned Land auf deren Album Mabool. Weiterhin schrieb er Arrangements für israelische Sinfonieorchester wie das Jerusalem Symphony Orchestra, Haifa Symphony Orchestra und Israel Symphony Orchestra Rishon-LeZion. Zwischen 1998 und 2008 war er Stipendiat der America Israel Cultural Foundation. Nachdem er  den 2. Platz als Israelischer Jazzmusiker des Jahres belegte, nahm er 2008 am Jahrestreffen der International Association of Schools of Jazz in Riga teil. Im August 2008 verließ er Tel Aviv. Nach Abschluss seines Studiums mit Auszeichnung (Magna cum laude) in Jazz Performance im Mai 2010 am Berklee College of Music zog er nach New York.
In der dortigen Musikszene arbeitet Wiesenberg seitdem mit Musikern wie Ari Hoenig, Billy Hart, Francisco Mela, Gilad Hekselman, Mike Moreno, Seamus Blake, Shai Maestro, Uri Caine, Will Vingson und Matisyahu. Des Weiteren tourte er in Afrika, Indien und Europa; er trat auf Festivals wie dem Monterey Jazz Festival, in Spielstätten wie dem Kennedy Center, im Philadelphia Museum of Art, im Boston Museum of Fine Arts sowie im Blue Note, Smalls, Le Poisson Rouge und Joe’s Pub auf. Wiesenberg lebt in Brooklyn, wo er auch unterrichtet. Im Bereich des Jazz war er zwischen circa 2010 und 2017 an vier Aufnahmesessions beteiligt, zuletzt mit der Formation Kind Folk (Why Not, mit John Raymond, Alex LoRe, Colin Stranahan). Auf dem Label von Brooklyn Jazz Underground legte er 2018 das Album Roads Diverge mit Eigenkompositionen vor, eingespielt mit Philip Dizack, Immanuel Wilkins, Shai Maestro und Kush Abadey sowie mit Dayna Stephens als Gastmusikerin. In seinem Quintett (mit Dizack, Ben van Gelder, Gadi Lehavi und Francesco Ciniglio) tourte er im selben Jahr in Deutschland.